# Tsutomu Takahashi
Pour les articles homonymes, voir Takahashi.
Tsutomu Takahashi (高橋 ツトム, Takahashi Tsutomu), né à Tōkyō le 20 septembre 1965, est un mangaka. En 2006, il est marié et a un enfant.
Il est connu pour différentes séries:
- Jiraishin
- Alive (Génération Comics)
- Blue Heaven (Génération Comics)
- Skyhigh Karma (Panini Manga)
- Sidooh (Panini Manga)
- Bakuon Rettō (Kana)
- Neun
- Black-Box (Pika Édition)